# Schoenocaulon intermedium
Schoenocaulon intermedium là một loài thực vật có hoa trong họ Melanthiaceae. Loài này được Baker mô tả khoa học đầu tiên năm 1879.